# Arnold Corns

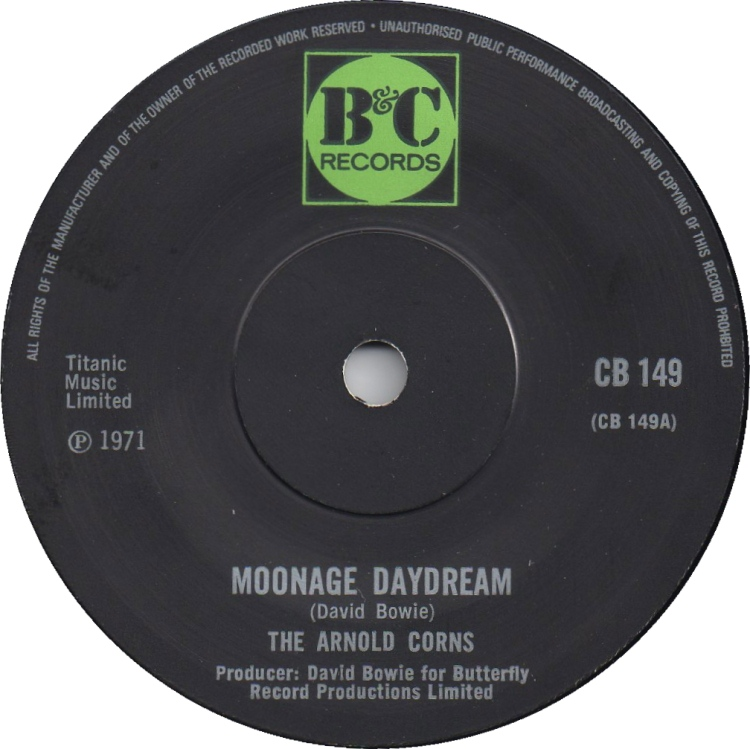
Disco de vinil de "Moonage Daydream" de 1971.

Arnold Corns foi uma banda britânica formada por David Bowie em 1971. O nome do grupo foi inspirado na canção "Arnold Layne", do Pink Floyd.

## Membros
- David Bowie: vocais, guitarra, piano
- Freddie Burretti: vocais
- Mick Ronson: guitarra
- Mark Carr-Pritchard: guitarra, vocais
- Trevor Bolder: baixo
- Mick Woodmansey: bateria